# 19970 Johannpeter
19970 Johannpeter (1988 RJ3) là một tiểu hành tinh vành đai chính được phát hiện ngày 8 tháng 9 năm 1988 bởi F. Borngen ở Tautenburg.